# Channa andrao
Channa andrao hoặc cá lóc cầu vồng vây xanh là một loài cá lóc trong họ Channidae thuộc chi Channa, được phát hiện và miêu tả năm 2013 tại miền đông Himalaya, được phát hiện trong khu vực đầm lầy Lefraguri ở Tây Bengal, Ấn Độ. Chúng là loài cá lóc xanh kỳ lạ, có khả năng rạch và sống sót tới 4 ngày trên cạn nên trong tiếng Anh còn được gọi là walking fish (cá đi bộ). Khả năng hô hấp và sống trên mặt đất trong thời gian rất dài, không chỉ vậy loài cá này còn có thể rạch trên đất ẩm với quãng đường lên đến 400 mét.

## Phân bố
Đặc hữu lưu vực sông Brahmaputra ở đông bắc Ấn Độ, và chính thức chỉ được biết đến trong một đầm lầy gần thị trấn Barobisha, mặc dù các bộ sưu tập cá cảnh dường như gợi ý về sự tồn tại của ít nhất là một quần thể khác. Khu vực lấy mẫu để miêu tả là Ấn Độ: Tây Bengal: quận Jalpaiguri: đầm lầy Lefraguri, tọa độ 26°31’vĩ bắc và 89°50’ kinh đông. Nhiệt độ môi trường sống: 14 – 28 °C.

## Dị hình giới tính, tập tính
Kích thước dài tối đa khoảng 18–20 cm. Cá cái to hơn và nặng hơn, có nhiều đốm màu đỏ trên cơ thể hơn cá đực. Cá đực có các vây lưng và vây hậu môn hơi trải rộng nhiều hơn và có nhiều sắc thái lam óng ánh hơn trên các vây không cặp đôi. Khi nhìn từ phía trên thì cá dực trông có vẻ có đầu rộng hơn cá cái. Cá bố ấp trứng đã thụ tinh trong miệng trong vòng 3-5 ngày cho tới khi cá con nở.